# パークハウス多摩川

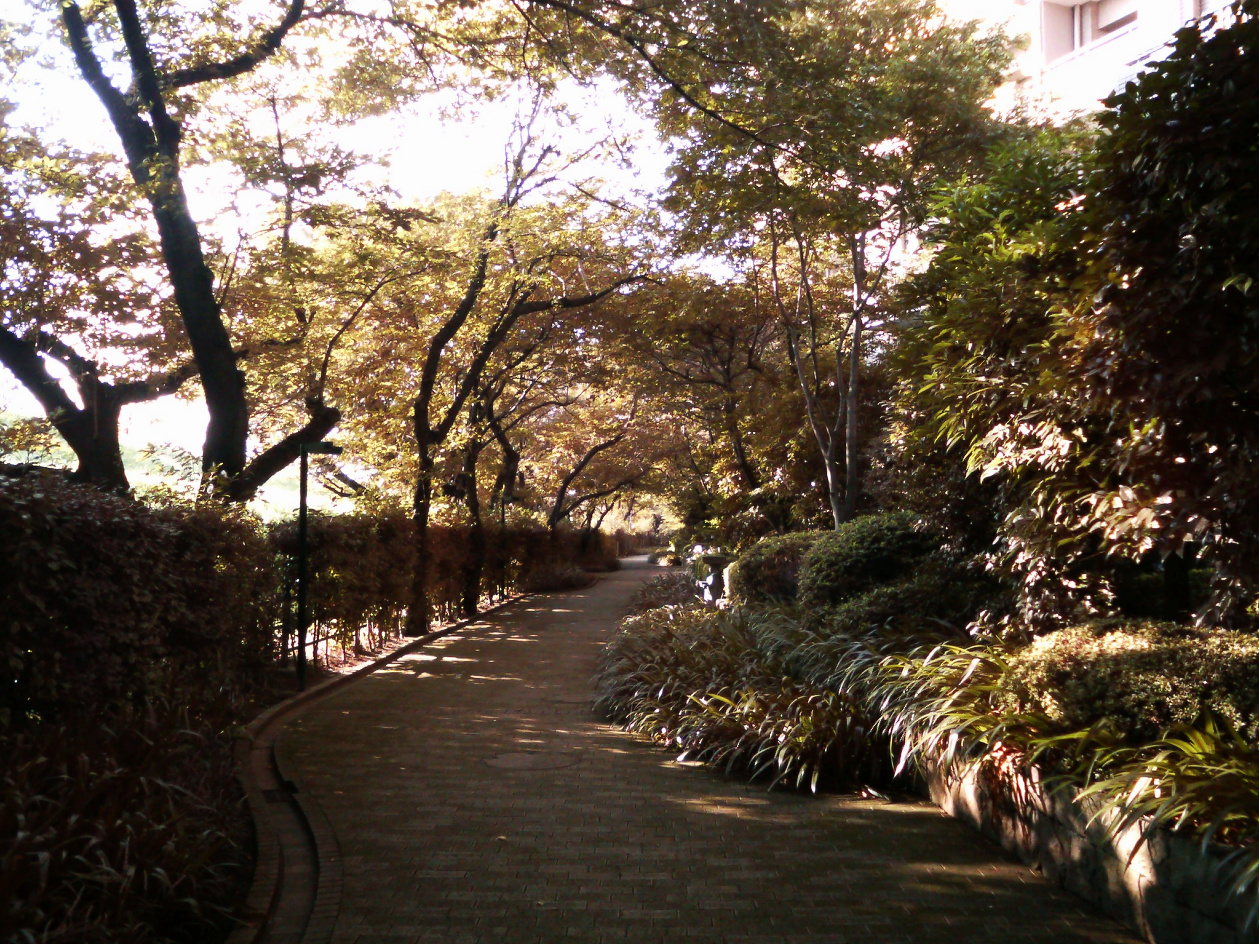
パークハウス多摩川裏の散歩道

パークハウス多摩川（パークハウスたまがわ、Park House Tamagawa）は、東京都大田区下丸子に所在する大規模マンションである。三菱自動車工業の工場跡地を三菱地所が開発し、1989年（平成元年）から1993年（平成5年）にかけて竣工した。

## 概要
多摩川に面した大田区下丸子四丁目には、三菱自動車工業の東京自動車製作所丸子工場が所在し、川をはさんで神奈川県側は同製作所川崎工場となっていたが、川崎工場の隣地に荏原製作所川崎工場が立地していた。三菱自動車ではトラック生産を一本化するため、この荏原製作所土地を買い受けて丸子工場の一部を移転することとしたが、その資金に充てるため丸子工場土地約17万2000平方メートルのうち北側7万2727平方メートルの売却を決定し、三菱地所に売却を申し入れた。この土地は東急目蒲線鵜の木駅に近く東京・横浜等へのアクセスにすぐれているほか、多摩川河畔で自然環境にも恵まれた都内では数少ない大型マンション事業適地であったことから、三菱地所は直ちに購入を決定し、1985年（昭和60年）12月工場建物付属のまま売買契約を締結した。
開発事業地は北に向かってL字型となっており、多摩川に沿った敷地北側約3万4900平方メートルを住宅系用地、L字型の底辺に当たる南側約3万1600平方メートルを業務系用地とし、東側の一部約2200平方メートルを公園として提供する計画とした。そして住宅系用地の大半を9棟575戸の分譲マンション用地としたほか、業務系用地を二つに分け西側約1万3200平方メートルを「創価学会大田池田文化会館」用地として建物建設のうえ1990年（平成2年）2月同学会に売却した。また東側の一部はマンション建設時の工事車輌進入路に使用するため、東側全体はマンション竣工後に開発すると定め、2000年（平成12年）、池上長寿園が運営する老人福祉施設とANAトレーニング&エデュケーションセンターが整備されたが、ANAの施設は2020年（令和2年）8月末で閉鎖となった。

### 施設
三菱地所ではパークハウス多摩川の前に4社共同で広尾の開発計画（広尾ガーデンヒルズ ）に取り組んだが、パークハウス多摩川を計画するにあたり、広尾の改良すべき点を踏まえて進めていきたいと考えた。これに基づき市街地住宅総合設計制度の適用により容積率の緩和を受けたほか、建物の高層化により約72%の空地を確保。同時にできるだけ駐車場を地下に配するとともに電線埋設による無電柱化を図り、豊かな植栽や散策路が設けられた。また高層建物（最高は南参館23階建て）は多摩川沿いに配し、既成市街地側はセットバックさせ日影の影響を極力抑え、住戸計画では、①2住戸に1台のエレベータを標準とする、②平均住戸面積は100平方メートル以上とする。③TVモニター付きインターホンやオートロックが組み込まれたホームインテリジェントパネルを設置する、などによって質の高さを追求した。
全9棟のマンションは北街区に4棟、南街区に5棟が立地し、南街区の北東角地にはユニホーが運営する会員制スポーツクラブ「オアフクラブ多摩川」が入るセンタープラザがある。1989年（平成元年）5月に行われた第1期第1次分譲では平均88倍、最高366倍という高倍率で即日完売した。